# Cai Huijue
Cai Huijue (en chino: 蔡蕙玨; Shanghái, 4 de enero de 1980) es una deportista china que compitió en natación, especialista en el estilo mariposa.
Participó en los Juegos Olímpicos de Atlanta 1996, obteniendo una medalla de bronce en la prueba de 4 × 100 m estilos.
Ganó dos medallas en el Campeonato Mundial de Natación en Piscina Corta de 1997 y una medalla de bronce en el Campeonato Pan-Pacífico de Natación de 1997.

## Palmarés internacional
| Juegos Olímpicos                    | Juegos Olímpicos         | Juegos Olímpicos  | Juegos Olímpicos  |
| Año                                 | Lugar                    | Medalla           | Prueba            |
| ----------------------------------- | ------------------------ | ----------------- | ----------------- |
| 1996                                | Atlanta (Estados Unidos) | Medalla de bronce | 4 × 100 m estilos |
| Campeonato Mundial en Piscina Corta |                          |                   |                   |
| Año                                 | Lugar                    | Medalla           | Prueba            |
| 1997                                | Gotemburgo (Suecia)      | Medalla de oro    | 4 × 100 m estilos |
| 1997                                | Gotemburgo (Suecia)      | Medalla de plata  | 100 m mariposa    |
| Campeonato Pan-Pacífico             |                          |                   |                   |
| Año                                 | Lugar                    | Medalla           | Prueba            |
| 1997                                | Fukuoka (Japón)          | Medalla de bronce | 100 m mariposa    |